# Johrei
 (octobre 2023).
La mise en forme du texte ne suit pas les recommandations de Wikipédia : il faut le « wikifier ».
Les points d'amélioration suivants sont les cas les plus fréquents. Le détail des points à revoir est peut-être précisé sur la page de discussion.
- Les titres sont pré-formatés par le logiciel. Ils ne sont ni en capitales, ni en gras.
- Le texte ne doit pas être écrit en capitales (les noms de famille non plus), ni en gras, ni en italique, ni en « petit »…
- Le gras n'est utilisé que pour surligner le titre de l'article dans l'introduction, une seule fois.
- L'italique est rarement utilisé : mots en langue étrangère, titres d'œuvres, noms de bateaux, etc.
- Les citations ne sont pas en italique mais en corps de texte normal. Elles sont entourées par des guillemets français : « et ».
- Les listes à puces sont à éviter, des paragraphes rédigés étant largement préférés. Les tableaux sont à réserver à la présentation de données structurées (résultats, etc.).
- Les appels de note de bas de page (petits chiffres en exposant, introduits par l'outil «  Source ») sont à placer entre la fin de phrase et le point final[comme ça].
- Les liens internes (vers d'autres articles de Wikipédia) sont à choisir avec parcimonie. Créez des liens vers des articles approfondissant le sujet. Les termes génériques sans rapport avec le sujet sont à éviter, ainsi que les répétitions de liens vers un même terme.
- Les liens externes sont à placer uniquement dans une section « Liens externes », à la fin de l'article. Ces liens sont à choisir avec parcimonie suivant les règles définies. Si un lien sert de source à l'article, son insertion dans le texte est à faire par les notes de bas de page.
- La présentation des références doit suivre les conventions bibliographiques. Il est recommandé d'utiliser les modèles {{Ouvrage}}, {{Chapitre}}, {{Article}}, {{Lien web}} et/ou {{Bibliographie}}. Le mode d'édition visuel peut mettre en forme automatiquement les références.
- Insérer une infobox (cadre d'informations à droite) n'est pas obligatoire pour parachever la mise en page.

Pour une aide détaillée, merci de consulter Aide:Wikification.
Si vous pensez que ces points ont été résolus, vous pouvez retirer ce bandeau et améliorer la mise en forme d'un autre article.
 (octobre 2023).

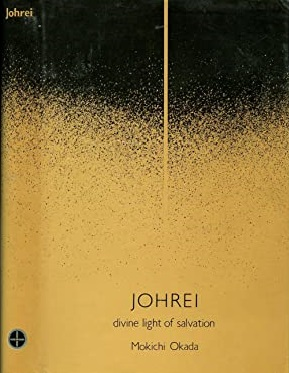
Johrei : divine light of salvation (Johrei : la lumière divine du salut) publié par Mokichi Okada.

Johrei "purification de l'esprit" (浄霊, Jōrei), prononcé jyorei par les adeptes du Shumei, est un type de guérison énergétique, introduit au Japon dans les années 1930 par Mokichi Okada,,, appelé par ses fidèles Meishu-sama.
Les praticiens considèrent qu'il canaliseraient la "lumière spirituelle" vers les patients en levant la paume des mains vers le corps du receveur. Ils portent souvent un O-Hikari (point focal sacré) qui contient le kanji japonais signifiant "lumière" (Hikari, 光).
Il existe plusieurs organisations qui suivent les enseignements d'Okada et utilisent le Johrei comme méthode de purification spirituelle, notamment Izunome (aujourd'hui Église mondiale du Messie), l'Association Mokichi Okada, la Fondation Johrei, l'Institut Johrei et Shinji Shumeikai (également appelé Shumei).
Le Johrei constitue l'un des trois piliers de la philosophie de vie d'Okada, celui de l'art de guérir, complété par l'art de la beauté et l'art de la nature.

## Pratique et délivrance
Canalisé par la paume du praticien vers le corps du patient, le Johrei ne nécessite pas de toucher le corps du patient. Il est généralement diffusé lorsque le patient est assis, le praticien lui demandant parfois de se retourner pendant la session afin que le Johrei puisse être canalisé vers son dos. Il pourrait être dispensé par un praticien expérimenté à un groupe de plusieurs personnes. Il pourrait également être diffusé aux animaux et aux plantes, ou donné à distance en se concentrant sur le nom, les coordonnées et/ou la photo du destinataire. Okada mentionne que le soleil est une bonne analogie pour représenter l'œuvre de son église, et les membres imaginent parfois le soleil lorsqu'ils envoient le Johrei.
Le Johrei est souvent pratiqué gratuitement dans les centres Johrei sur les familles des membres ou sur des invités. Dans ces centres , la pratique commence souvent par une prière, une inclination et des applaudissements devant un rouleau sacré en révérence à une image du fondateur Meishu-Sama. Des prières pour le destinataire et tous ses ancêtres sont prononcées. Un don peut être fait au Centre.

### Le Sonen
Dans le cadre de la discipline, l'accent est souvent mis sur la pratique du « sonen », qui est décrit comme un alignement de la raison, de la volonté et du sentiment avec une prière sincère à Dieu pour le bien-être et le bonheur de tous.

### Le lâcher prise
Une autre caractéristique du Johrei est la pratique de l'abandon : offrir toute l'expérience humaine à Dieu avec gratitude, sachant que toutes nos expériences nous enseignent quelque chose, même si cela n'est peut-être pas clair sur le moment. Au fur et à mesure que chaque pensée et chaque sentiment surgissent dans l'esprit et le cœur, bons et mauvais, ils peuvent être abandonnés entre les mains de Dieu, ainsi l'adepte du Johrei ne serait pas submergé par la purification et pourrait continuer son activité, cœur et esprit clair.

### Le pendentif O-Hikari
Les pratiquants portent un pendentif béni appelé O-Hikari qui est accroché au niveau du plexus solaire. Il porte le kanji japonais de la lumière (光) écrit dessus ou dedans, copié dans le style de la calligraphie d'art sacré d'Okada et est béni par l'actuel chef spirituel du Kyoshu. C'est un symbole d'appartenance à une organisation Johrei et au dévouement de l'adepte à Meishu-Sama et à ses enseignements. On dit qu'il représente la connexion du membre avec le Ciel et lorsqu'il n'est pas porté, il doit être conservé en hauteur ou stocké dans une boîte spéciale. S'il est abandonné, l'O-Hikari devrait être à nouveau béni par le ministre Johrei local.

## Philosophie
Le Johrei est basé sur le principe selon lequel la maladie trouve son origine dans l'esprit, il faut donc purifier l'esprit pour guérir le corps. Résumé par la déclaration : "L'âme est principale et le corps est son subordonné" ou "le spirituel précède le physique", conformément aux enseignements de Mokichi Okada. Okada a expliqué que nous recevons une contrepartie spirituelle du corps et que lorsque le corps spirituel est pur, le corps physique reçoit l'énergie de vie/lumière dont il a besoin pour rester en bonne santé, mais lorsque le corps spirituel est obscurci, la lumière est bloquée, des nuages apparaissent et les toxines s'accumulent dans le corps. Johrei, la Lumière divine du Salut, ramène les gens en présence de la lumière de Dieu et reconnecte leur esprit au ciel. La lumière de Dieu baigne alors le destinataire dans l'amour Divin, brûlant à travers les couches de nuages et faisant fondre les toxines du corps, qui seraient ensuite éliminées via les voies habituelles telles que la respiration ou l'urine.
Okada a expliqué que ce type de guérison est dû au fait que les substances synthétiques ou les déchets métaboliques présents dans le corps deviennent des toxines qui provoquent de nombreuses formes de maladies et se transforment en souillures dans l'esprit. Par ailleurs, les traumatismes, les comportements ou les idées nuisibles produisent aussi des souillures dans l’esprit qui deviennent à leur tour des toxines dans le corps. L’élimination des toxines dans le corps, c’est-à-dire l’élimination des souillures de l’esprit serait donc la solution fondamentale de tout type de maladie et conduirait au véritable bonheur.
Cette vision partage des similitudes avec la médecine traditionnelle chinoise et ses théories sur le Qi et le système des méridiens, mais, contrairement à celle-ci, Okada ne recommande pas les traitements traditionnels. Il a même averti que l'utilisation de médicaments et d'herbes médicinales pourrait provoquer une accumulation supplémentaire de toxines et créer davantage de douleurs ou de maladies, et ce bien qu'il ait lui-même eu recours à des médicaments en grandissant. Okada a par exemple déclaré que le rhume et la grippe sont le moyen naturel par lequel le corps élimine les toxines via la fièvre, la toux et les éternuements et qu'il faut donc laisser le corps se purifier de la manière la plus naturelle possible. Cependant, en cas de fragilité et de faiblesse, il admet que le rétablissement peut être difficile. Il explique que la souffrance et la mauvaise santé chronique ne font pas partie du plan de Dieu pour le paradis sur Terre et c'est pourquoi il aurait donné Johrei à l'humanité. Okada a affirmé qu'"une solution permanente à la maladie n'est pas possible en traitant uniquement le corps (la matière) et en négligeant l'esprit. Johrei jetterait la lumière divine directement sur l'âme".

### Objectifs
Bien qu'elle se présente comme une forme de médecine alternative, la Johrei Fellowship affirme qu'elle ne prescrit, ne diagnostique ni ne traite les maladies physique et qu'elle se concentre plutôt sur la santé spirituelle et la paix mondiale. La mission du Johrei serait d'instaurer des conditions idéales sur Terre, en remplaçant la maladie, la pauvreté et les conflits par la santé, la prospérité et la paix, mais le Johrei n'aurait pas pour objectif de restaurer spécifiquement la santé physique. L'objectif ultime inclus également l'élévation spirituelle qui rendrait possible la participation constructive de chaque individu à la création du Paradis sur Terre.

## Origine et histoire
Okada est né dans une famille bouddhiste qui pratiquait également le shintoïsme comme souvent au Japon.
Après de nombreux revers dans la vie et en quête de sens, Okada est devenu membre de l'Omoto, l'une des nouvelles religions du Japon qui se préparait à l'avènement d'un Nouvel Âge. Il existe des liens entre Okada et Mikao Usui, qui a développé une autre technique de guérison : le Reiki, car ils étaient tous deux membres d'Omoto en même temps.

### La thérapie purifiante d'Okada
Okada a commencé à développer une thérapie basée sur les massages. Pendant cette période, il a gagné un public dévoué et a publié un certain nombre de magazines et de livres, personnalisant sa technique de guérison par la thérapie purifiante d'Okada.

### La naissance de Johrei
En 1925, Okada a expliqué qu'il avait eu une vision du bodhisattva Kannon (Kuan Yin) et qu'elle lui avait donné la lumière divine et le commandement de se proclamer prophète. Okada créera plus tard la Grande Association japonaise pour la vénération du Bodhisattva Kanon, avec la guérison divine comme objectif principal. Il a commencé à enseigner la canalisation de la lumière et décida d'abandonner la thérapie par les massages, affirmant qu'il l'avait développé que parce que le gouvernement japonais de l'époque se méfiait des nouvelles religions et que c'était la seule façon pour lui de pratiquer la purification spirituelle. Il a dit à ses disciples que le monde entrait dans l’ère de la lumière et que de grandes purifications se produiraient. En conséquence, les gens tomberaient très malades, mais Dieu l'avait béni avec cette nouvelle méthode de guérison et grâce à elle, il pourrait sauver autant d'âmes que possible de la souffrance. En 1935, l'organisation s'est développée pour devenir l'Église messianique mondiale Sekai Kyūsei Kyō, également traduite par Église du salut mondial. Le petit-fils d'Okada, Kyoshu-Sama, dirige désormais l'organisation et a rebaptisé le mouvement sous son nom initialement prévu, l'Église mondiale du Messie.
Le Johrei a été introduit en Amérique en 1953 et il existe des centres aux États-Unis, en Thaïlande, au Brésil, en Europe, en Afrique et dans d'autres pays du monde.

## Efficacité
Comme d’autres méthodes de guérison spirituelle, le Johrei n’est pas considéré comme scientifiquement plausible. Il n’existe aucune preuve scientifique solide d’un bénéfice médical au delà de l'effet placebo.
Une étude publiée en 2006 a montré que les participants stressés aux examens ayant reçu du Johrei présentaient des changements légèrement favorables dans deux des cinq indicateurs d'humeur et de stress mesurés par l'étude, par rapport aux participants qui n'avaient reçu aucune intervention.

## Controverses

### Allégation sectaire
Edzard Ernst, explique dans son livre Alternative Medicine – A Critical Assessment of 150 Modalities, que les groupes Johrei présentent de nombreuses caractéristiques sectaires. Okada avait de nombreux adeptes dévoués et il imposait des protocoles de pratique très stricts. Ses partisans affirment cependant que ces façons de faire étaient courantes chez les nouveaux mouvement religieux au Japon à l’époque.
Le Johrei a notamment acquis une image négative en raison des plaintes portées contre la secte Sūkyō Mahikari, une organisation parallèle dirigée par un autre M.Okada (Kôtama Okada) sans lien de parenté avec Mokichi Okada. Les adeptes de Mahikari, qui signifie « vraie lumière », pratiquaient une forme presque identique au Johrei, et ce mouvement a suscité de nombreuses critiques pour avoir généré un environnement de peur, d'abus de pouvoir, de malversations, de révisionnisme historique et de falsification d'objets anciens,.

### L'abandon de la transmission par la main
En 2020, le mouvement, renommé Église mondiale du Messie, a annoncé que la pratique du Johrei en levant la main n'était pas la volonté finale d'Okada. L’Église a expliqué qu’Okada avait répété à plusieurs reprises à ses disciples dans les années 1950 : "À partir de maintenant, nous entrons dans le monde du sonen. Johrei n'est plus si important. Sonen passe en premier, alors priez dans vos cœurs." Il aurait enseigné que l'œuvre divine de salut passait de la phase visible de Johrei consistant à lever la main, à la phase invisible, le « monde du sonen ». Okada aurait déclaré qu'il avait reçu un message de Dieu selon lequel l'ère de la lumière avait commencé pour l'humanité et qu'il ne fallait plus lever la main pour diffuser le Johrei car Dieu envoyait le Johrei tout le temps à tout le monde. Okada se serait quand même donné du Johrei et aurait constaté qu'il lui causait des maux de tête. Par la suite, il aurait averti ses disciples, mais après sa mort, ce message aurait été perdu et pour cette raison les gens ont continué à pratiquer le Johrei. L'Église mondiale du Messie soutient maintenant qu'il est prévu que le Johrei soit reçu directement de Dieu, car « Dieu est toujours face à nous et nous transmet le Johrei ». L'Église affirme ainsi : " Meishu-sama nous enseigne que même pour les personnes dont la maladie n'est pas guérie, même pour les personnes pour lesquelles aucun miracle ne se produit, même pour les personnes atteintes de maladies incurables, il y a le salut. Il y a la lumière de la vie éternelle. Dieu fait rayonner cette lumière en nous. Meishu-sama nous apprend à venir, à venir à cette lumière de Dieu, et alors vous serez alors sauvés."
Divers mouvements dans le monde qui ne sont pas affiliés à l'Église et continuent de pratiquer le Johrei de manière indépendante, comme le Shumei  et la Johrei Fellowship.